# بچه کاراته‌کار بعدی
بچه کاراته کار بعدی یا بچه‌کاراته‌کار ۴ (انگلیسی: The Next Karate Kid) یک فیلم درام آمریکایی در سبک هنرهای رزمی محصول سال ۱۹۹۴ و چهارمین قسمت از مجموعه فیلم‌های بچه کاراته‌کار، پس از بچه کاراته‌کار ۳ می‌باشد (۱۹۸۹) در این فیلم هیلاری سوانک در نقش جولی پیرس (در اولین حضورش در سینمایی در نقش اصلی) و پت موریتا در نقش آقای میاگی بازی می‌کنند.
این فیلم به کارگردانی کریستوفر کین، نویسندگی مارک لی، تهیه‌کنندگی جری وینتراب و با موسیقی بیل کانتی ساخته شد. این اولین فیلم از این مجموعه است که رالف ماکیو را در نقش اصلی دنیل لاروسو بازی نمی‌کند و در ۱۲ اوت ۱۹۹۴ اکران شد.

## خلاصه داستان
آقای میاگی به شهر بوستون سفر می‌کند تا در مراسم بزرگداشت سربازان ژاپنی‌ حاضر در جنگ جهانی دوم شرکت کند. در این میان میاگی با همسر یکی از افسران ملاقات کرده و بدین ترتیب با نوه وی به نام جولی آشنا می‌شود. جولی نوجوانی پرخاشگر است که پس از مرگ پدر و مادرش در یک سانحه رانندگی با مشکلات روحی دست و پنجه نرم می‌کند. اکنون آقای میاگی تصمیم می‌گیرد تا به جولی کاراته آموخته و…

## بازخوردها
در وب‌سایت جمع‌آوری نقد راتن تومیتوز، دارای تاییدیه ۷٪ با میانگین امتیاز ۳٫۷ از ۱۰ بر اساس ۲۷ بررسی است. در اجماع انتقادی این وب سایت آمده‌است: «بچه بعدی کاراته به دلیل دادن فرصتی به تماشاگران برای دیدن هیلاری سوانک قبل از اسکار قابل توجه است، اما به غیر از اجرای معمولی خوب از پت موریتا، این چهارمین قسمت غیرضروری این فرنچایز چیز بسیار کمی برای ارائه دارد. ". در متاکریتیک، فیلم بر اساس ۱۵ منتقد، میانگین وزنی ۳۶ از ۱۰۰ را دارد که نشان‌دهنده «بررسی‌های عموماً نامطلوب» است. تماشاگران شرکت‌کننده در نظرسنجی سینماسکور به فیلم نمره متوسط «B+» در مقیاس A+ تا F دادند.

### گیشه
این فیلم کم موفقیت‌ترین فیلم این مجموعه در باکس آفیس داخلی بود. مجموع فروش باکس آفیس ۸٫۹ میلیون دلار (۱۶٫۷ میلیون دلار با تعدیل تورم ۲۰۲۱) بود، در مقایسه با ۹٫۰۸ میلیون دلار (۲۴٫۷۲۷ میلیون دلار در سال ۲۰۲۱) برای فیلم اصلی، ۱۱۵٫۱ میلیون دلار (۲۷۴٫۷۲ میلیون دلار در سال ۲۰۲۱) برای قسمت دوم، قسمت دوم. میلیون دلار (۸۰ میلیون دلار در سال ۲۰۲۱) برای قسمت سوم، و ۱۷۱٫۸ میلیون دلار (۲۱۷ میلیون دلار در سال ۲۰۲۱) برای بچه کاراته‌کار (فیلم ۲۰۱۰).